# 马绍尔群岛历史
有证据显示，在3000年前，一波又一波从东南亚而来的人们来到西太平洋小岛上。在公元前2世纪，密克罗尼西亚人开始在马绍尔群岛上居住。早期的马绍尔群岛的历史比较少，人们搭乘独木舟来到此地。

## 西班牙人探索
1529年，西班牙探险家阿隆索·德·萨拉萨尔在此登陆。

## 其他欧洲人探索
1788年，船长约翰·马绍尔和托马斯·吉尔伯特一起来到此岛。此处岛屿被俄国和法国探险家以马绍尔命名。西班牙宣称拥有马绍尔群岛的主权，作为西属东印度的一部分。1874年，西班牙的宣称得到国际社会的承认。

## 德国保护地
1875年，经过教皇的调解以及德国对西班牙450万美元的赔偿，西班牙承认德国拥有马绍尔群岛。德国宣称马绍尔群岛为保护地并建立了贸易站。

## 日本委任统治
在第一次世界大战开始之时，日本控制了马绍尔群岛。战后，在1919年6月28日，德国宣布放弃所有太平洋上岛屿，包括马绍尔群岛。在日治時期，超過1000名日本移民移入馬紹爾群岛，儘管如此移入人口並沒有如北馬里亞納群島或帛琉的日本人那麼多，日本人口從來沒有超過當地人的人口數量。
南洋廳政府擴張了對當地的行政權，並直接指派村長，大大地削弱當地酋長的權力。南洋廳政府甚至試著要改變當地的社會結構，將當地的母系社會改變成日本的父系社會，但並未成功。

## 第二次世界大战
1944年1月31日，美军强行登陆夸贾林 环礁。

## 美国核试验
1946年至1968年間，美國建立太平洋试验场，曾於馬紹爾群島上進行多達66次的核子試爆。1952年11月1日，美国在马绍尔群岛上的埃尼威托克环礁上试射了世界上第一颗氢弹，代号为“迈克”。

## 独立
1979年，马绍尔群岛政府宣布建立自治政府。1990年，马绍尔群岛结束托管，获得独立。